# Oresbius castaneus
Oresbius castaneus är en stekelart som beskrevs av Marshall 1867. Oresbius castaneus ingår i släktet Oresbius och familjen brokparasitsteklar. Arten är reproducerande i Sverige. Inga underarter finns listade i Catalogue of Life.